# الوحوش الزجاجية (مسرحية)
الوحوش الزجاجية مسرحية أمريكية للكاتب تينيسي وليامز. تعتبر هذه المسرحية من أكثر مسرحيات الكاتب إثارة وعمقا وتتميز بصفات السيرة الذاتية للكاتب، حيث تروي علاقاته غير السهلة مع أفراد أسرته. وأصبحت هذه المسرحية موضوعا لسيناريوهات عدة أفلام سينمائية وتلفزيونية في أوروبا وأمريكا.

## الحبكة
تجري أحداث المسرحية في شقة عائلة وينجفلد في سانت لويس، أحداث المسرحية مصاغة بالذاكرة . توم وينجفلد هو راوي المسرحية، وعادة يدخن ويقف على سلم النجاة بينما يلقي خطابه. يخاطبنا الراوي من حاضر أبدي غير مؤرخ .
على الرغم من أن المسرحية أنتجت لأول مرة سنة 1944، فإن توم يشير بشكل متواصل غير مباشر إلى عنف الحرب العالمية الثانية.